# Höllkar (Salzkammergut-Berge)
Das Höllkar ist ein 1169 m ü. A. hoher Gipfel bei Sankt Gilgen im Salzburger Salzkammergut.

## Lage und Landschaft
Das Höllkar befindet sich zwischen Wolfgangsee, Fuschlsee und Mondsee, nördlich von St. Gilgen. Es gehört zu einer Gruppe niedriger, sanfter Berge am Rand der Alpen, die dann gegen Mondsee in der Drachenwand abfallen. Diese Gruppe wird Höllkargruppe, oder nach dem höheren Gipfel über Thalgau, dem Schober, auch Schobergruppe genannt.
Der Höllkargipfel selbst erhebt sich relativ unscheinbar über den kleinen St.-Gilgner Täler der Obenau und der Zeppezau bei Winkl. Zu St. Gilgen steht er hinter Wallhüttenkogel (1116 m ü. A.) und Obenauerstein (1027 m ü. A.). Südwestlich liegt der St. Gilgener Berg (Gimsenwirt). Südöstlich erhebt sich der Eibenberg (923 m ü. A.) über Scharfling am Mondsee, nordöstlich der Almkogel (1030 m ü. A.) über Plomberg, nordwestlich gegen die Drachenwand hin der Plomberg (1105 m ü. A.). Westlich liegt der Eibenseekopf (1205 m ü. A.), und dazwischen der Eibensee, der in einem Nebental von Fuschl her liegt.

## Wege
Der Berg ist von den umliegenden Talorten leicht über die Forststraßen des Gebiets und zahlreiche markierte Wege ins Eibenseegebiet zu ersteigen. Schon in der beginnenden Sommerfrischezeit wurden die Höllkaralpe als lohnender Aussichtsberg empfohlen. Heute ist der Gipfel teilweise bewaldet.